# Alexander von Rom

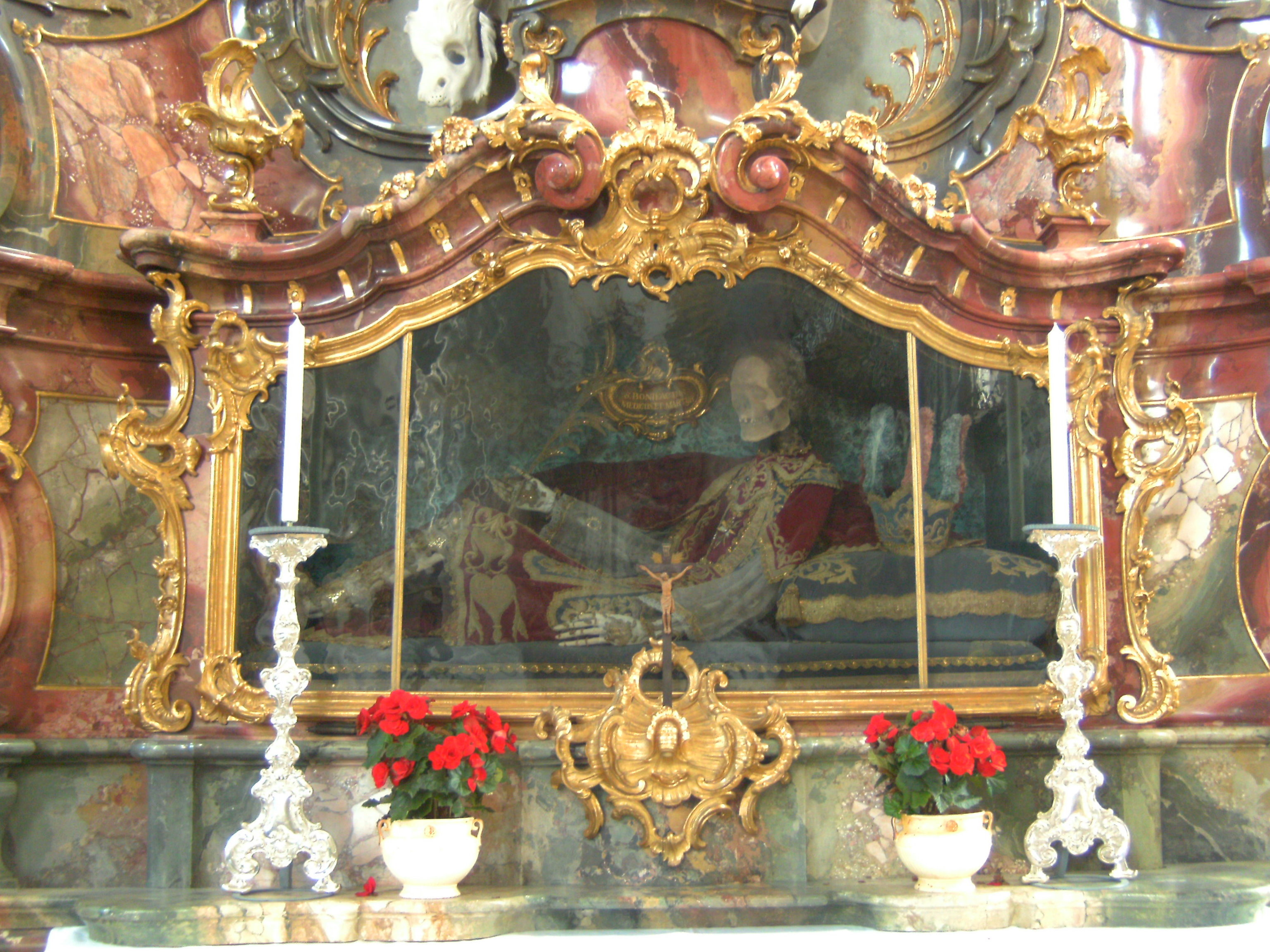
Reliquienschrein im Kloster Ottobeuren

Alexander von Rom (* 2. Jh. in Rom; † 165 ebenda) war ein römischer Christ, der als Märtyrer und Heiliger verehrt wird. Der katholische Gedenktag ist der 10. Juli, der orthodoxe der 13. Mai.

## Leben
Der Überlieferung zufolge war Alexander einer von sieben Söhnen der Märtyrin Felicitas. Er, seine Brüder Januaris, Felix, Martialis, Philippus, Silvanus und Vitalis wurden während der Regierungszeit Mark Aurels, nach anderen Überlieferungen unter Kaiser Antoninus Pius, vor den Augen der Mutter zu Tode gemartert. Anschließend wurde auch Felicitas getötet und in der Katakombe des Maximus an der Via Salaria bestattet; ihr Gedenktag ist der 23. November.

## Reliquienübertragung

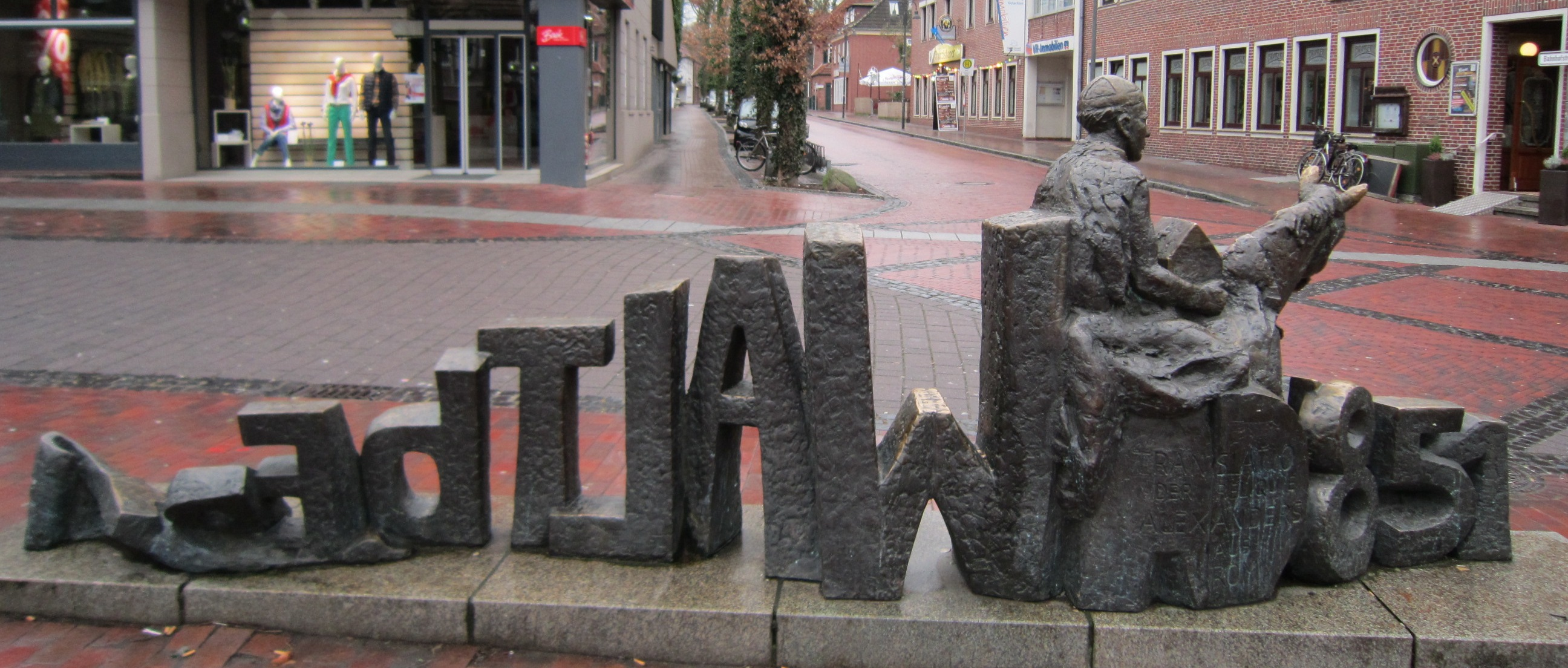
Bronzeskulptur zur Erinnerung der Überführung der Gebeine des Heiligen Alexander nach Wildeshausen vor dem Rathaus

Im Winter 850/851 sollen auf Betreiben des Waltbraht bzw. Waltbert, Graf im Lerigau und Enkel des Sachsenführers Widukind, Reliquien des heiligen Alexander in das im Osten seines Gaus gelegene Wildeshausen (südlich von Bremen) gebracht worden sein, wo Waltbraht ein Kanonikerstift gegründet hatte. Diese Übertragung stand im Zusammenhang mit zahlreichen anderen Reliquientranslationen der Zeit, die die Sachsenmission unterstützen sollten. Von der Übertragung und den sie begleitenden Wundern berichtet die Translationslegende De miraculis sancti Alexandri.
Im 12. Jahrhundert kamen Alexanderreliquien nach Neuwerk bei Halle und in die Reichsabtei Ottobeuren. Zwei Wildeshauser Armreliquiare aus dem ersten Drittel des 13. Jahrhunderts befinden sich heute in St. Georg in Vechta.